# Gheorghe Kernbach
Gheorghe Kernbach, cunoscut și sub pseudonimul Gheorghe din Moldova, (n. 10 ianuarie 1863, Botoșani, Principatele Unite Române – d. 21 septembrie/4 octombrie 1909, Iași, România) a fost un poet român.

## Biografie

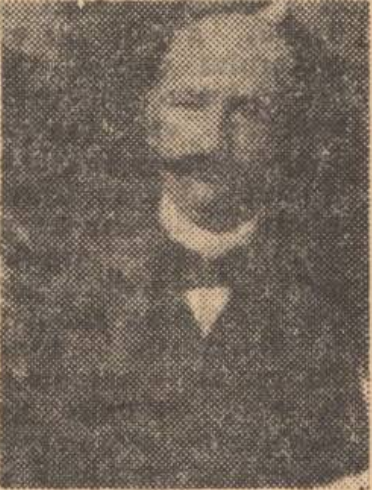
Fotografie a lui Gheorghe Kernbach publicată în numărul 3970, din 14 octombrie 1973, al ziarului Clopotul.

Născut în Botoșani, a urmat școala primară și gimnazială în orașul natal, urmată de Facultatea de Drept a Universității din București, pe care a absolvit-o în 1884. A studiat și statistica la Roma. A fost magistrat, redactor-șef la ziarul Liberalul din Iași și prefect al județelor Botoșani și Iași. Din 1907 a făcut parte din asociația de proprietari a revistei Viața Românească, unde a și lucrat ca redactor. Prima sa lucrare a apărut în revista Albina, care mai târziu a devenit Albina Botoșanilor. A mai contribuit la Emanciparea, Contemporanul, Revista nouă și Viața Românească; versurile sale din Viața Românească erau uneori semnate Ignotus sau Victor C. Rareș. Poeziile sale, adunate în 1894 în volumul Poezii, sunt elegii delicate sau glume erotice. Acestea manifestă o înclinație către expresia gnomică și se bucură de stilizările folclorice. Apreciată în vremea lui, și primită cu entuziasm de Bogdan Petriceicu Hasdeu, opera sa a fost adunată postum de Garabet Ibrăileanu în anul 1912 în volumul Versuri și proză. Un critic de mai târziu a remarcat că, deși poeziile sale sunt influențate în primul rând de versurile lirice ale lui Mihai Eminescu, ele sunt slabe în ceea ce privește gama emoțională și lipsite de profunzime.

## Viața personală
A fost căsătorit cu Ana Conta-Kernbach, sora lui Vasile Conta și o pedagogă remarcabilă; cuplul s-a căsătorit în 1891.

## Decesul
Gheorghe Kernbach a decedat pe 21 septembrie/4 octombrie 1909 din cauza unei hemoragii cerebrale. El suferea de tuberculoză, iar cu o zi înainte de deces s-a simțit rău. Soția sa i-a trimis o scrisoare în care îi sugera să cheme un medic. Kernbach i-a urmat sfatul și l-a chemat pe profesorul Emanoil Riegler, care i-a recomandat odihnă. În ciuda recomandării, Kernbach a ieșit în oraș și s-a întors acasă seara, unde a fost găsit decedat a doua zi dimineață.